# Золоча

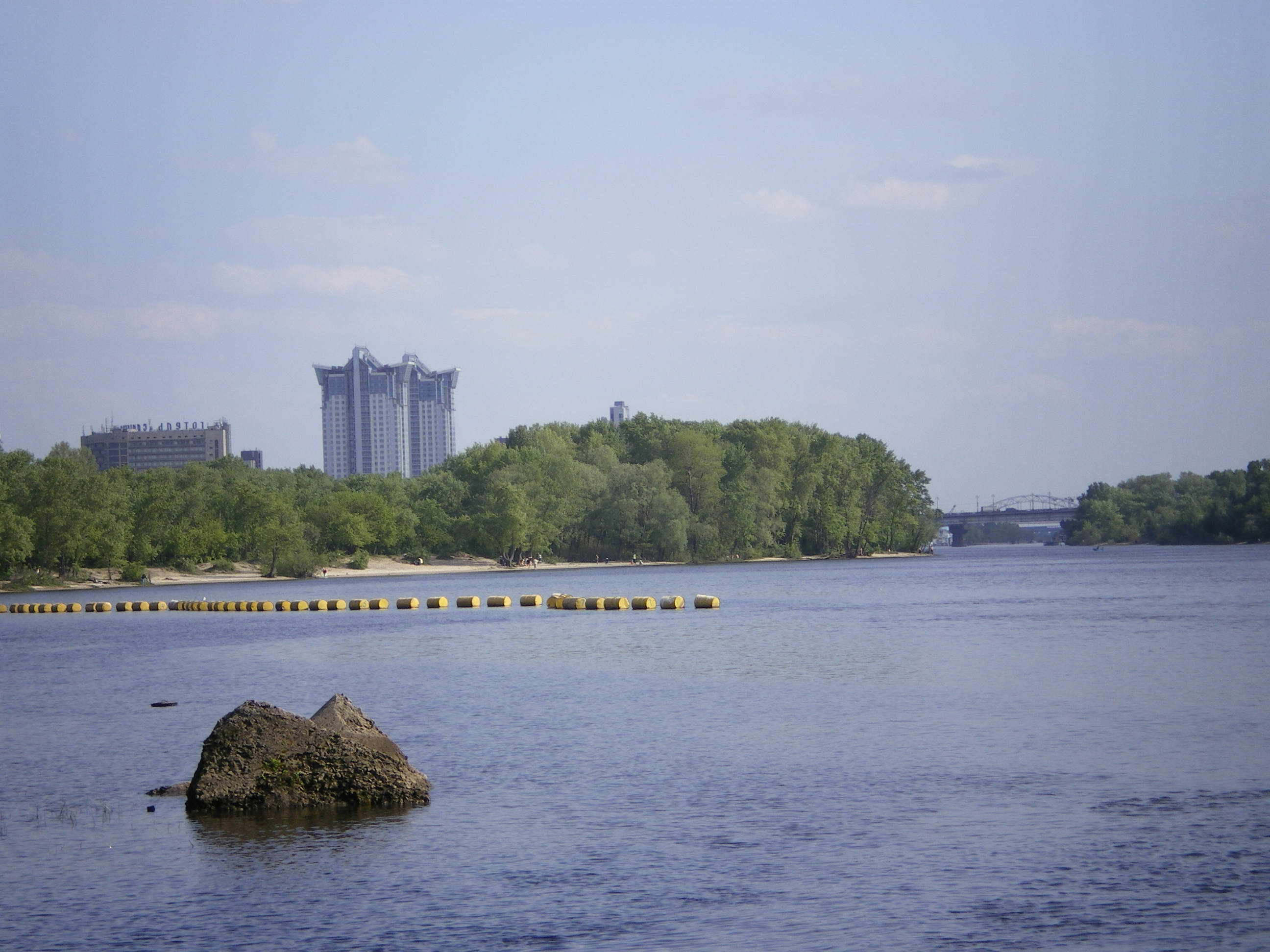
Русановский пролив, вероятно, находится на месте летописной Золочи

Золоча — река близ Киева, существовавшая во времена Древнерусского государства, левый приток Днепра. Упоминается в летописях также под названиями Золотча, Золотьча, Золотка.
Точное географическое расположение реки неизвестно. Согласно «Краткому описанию Киева» М. Ф. Берлинского (1820), на месте реки теперь находится Русановский пролив, отделяющий Гидропарк от левого берега Днепра, а устье её было напротив Наводницкой пристани, то есть приблизительно в районе современного моста Патона. Исследователь Днепра Н. И. Максимович также считал Русановский пролив летописной Золочей. Н. В. Закревский в своём «Описании Киева» 1868 года приводит три карты, на которых Золоча течёт по Труханову острову и указывает, что устье её располагалось значительно ниже Киева. Некоторые исследователи считают, что Золоча впадала в Долобское озеро, но это противоречит летописному рассказу о волоке Юрия Долгорукого.
Согласно современным представлениям, исток реки находился на землях современного острова Долобецкого. Она текла лугами по территории острова Гидропарк и далее почти параллельно Днепру по землям вблизи нынешних жилых районов Киева Позняки, Осокорки, Бортничи и села Гнедин. На месте русла Золочи в пойме левого берега Днепра сохранился ряд озёр, одно из которых носит название Золоче, оно находится возле сёл Гнедин и Вишенки.
В сентябре 1101 года на Золоче прошёл съезд многих князей Киевской Руси и переговоры с половцами, которые закончились заключением мира.
Другое событие, в связи с которым летописи упоминают Золочу — это война Юрия Долгорукого против киевского князя Изяслава Мстиславича в 1151 году. Юрий, избегая встречи с ладьями Изяслава на Днепре, спустил свои суда в Долобское озеро, а оттуда волоком переместил в Золочу и по ней спустился в Днепр.